# Thaddeus Maclay Mahon

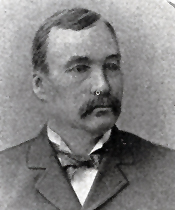
Thaddeus Maclay Mahon (1896)

Thaddeus Maclay Mahon (* 21. Mai 1840 in Green Village, Franklin County, Pennsylvania; † 31. Mai 1916 in Scotland, Pennsylvania) war ein US-amerikanischer Politiker. Zwischen 1893 und 1907 vertrat er den Bundesstaat Pennsylvania im US-Repräsentantenhaus.

## Werdegang
Thaddeus Mahon erhielt eine akademische Ausbildung. Während des Bürgerkrieges diente er in verschiedenen Einheiten im Heer der Union. Nach einem anschließenden Jurastudium und seiner 1871 erfolgten Zulassung als Rechtsanwalt begann er im südlichen Teil des Staates Pennsylvania in diesem Beruf zu arbeiten. Gleichzeitig schlug er als Mitglied der Republikanischen Partei eine politische Laufbahn ein. Zwischen 1870 und 1872 saß er als Abgeordneter im Repräsentantenhaus von Pennsylvania. Mahon war auch Präsident der Eisenbahngesellschaft Baltimore & Cumberland Valley Railroad. Außerdem gehörte er der Aufsichtskommission der Militärwaisenhäuser in Pennsylvania an. Im Jahr 1876 kandidierte er noch erfolglos für den Kongress.
Bei den Kongresswahlen des Jahres 1892 wurde Mahon dann aber im 18. Wahlbezirk von Pennsylvania in das US-Repräsentantenhaus in Washington, D.C. gewählt, wo er am 4. März 1893 die Nachfolge von Louis E. Atkinson antrat. Nach sechs Wiederwahlen konnte er bis zum 3. März 1907 sieben Legislaturperioden im Kongress absolvieren. Seit 1903 vertrat er dort als Nachfolger von Alexander Billmeyer den 17. Distrikt seines Staates. Von 1895 bis 1907 war er Vorsitzender des Committee on War Claims. In seine Zeit als Kongressabgeordneter fiel auch der Spanisch-Amerikanische Krieg von 1898. Im Jahr 1906 verzichtete er auf eine weitere Kongresskandidatur.
Nach dem Ende seiner Zeit im US-Repräsentantenhaus lebte Thaddeus Mahon in Chambersburg, wo er privaten Geschäften nachging. Politisch ist er nicht mehr in Erscheinung getreten. Er starb am 31. Mai 1916 in Scotland.